# Tendinit

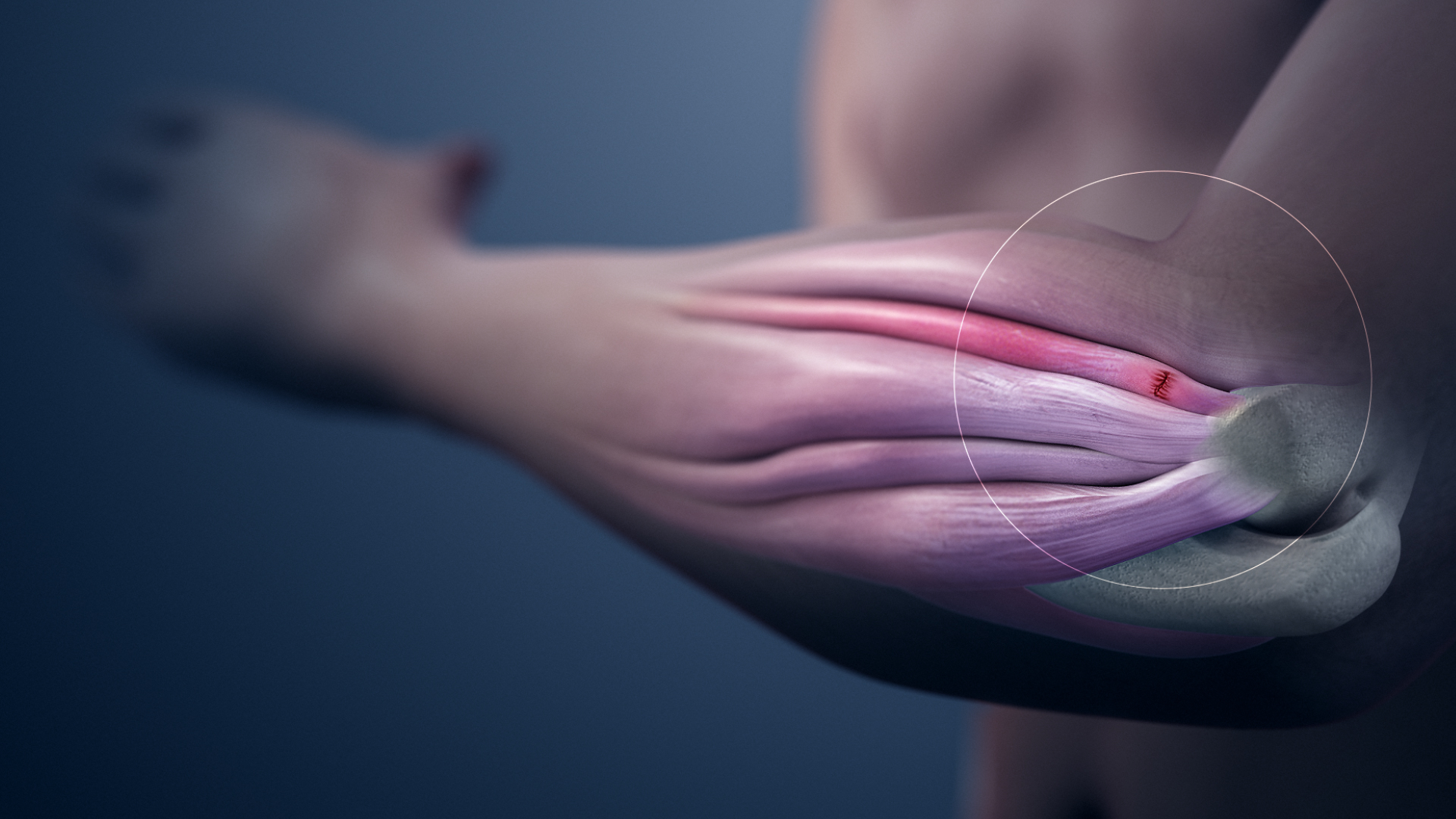
Bild som illustrerar inflammation i sena runt armbågen.

Tendinit är en inflammation i en sena. Tendinit kan teoretiskt sett uppstå i vilken sena som helst men de senor som är tyngst belastade och därmed de som oftast drabbas är senorna runt axeln, armbågen, handleden, knäet och vristen. Tendinit är vanligast bland människor som idrottar i hög grad och därmed anstränger kroppen mycket.
Orsaker bakom tendinit kan vara ett plösligt trauma men detta är ofta inte fallet. Inflammation tillkommer oftast under en längre tid genom upprepad rörelse som anstränger samma senor om och om igen.
Symptomen av inflammation i senan är smärta vid rörelse, ömhet och svag svullnad.
Behandling av tendinit sker genom vila och sjukgymnastik, samt eventuellt antiinflammatoriska läkemedel och kortisoninjektioner.

## Etymologi
Ordet tendinit kommer från början från nylatin och betyder sena.
Tendinit hade tidigare betydelsen som tendinopati har idag. Sedan man upptäckt att smärta i senor inte endast orsakas av inflammation så har tendinit till stor del ersatts av just tendinopati. Tendinit behandlar idag endast området av inflammation i senan. 